# Tuinlijster
De tuinlijster (Turdus hortulorum) is een zangvogel uit de familie lijsters (Turdidae).

## Verspreiding en leefgebied
Deze soort komt voor in China, Hongkong, Noord- en Zuid-Korea, Macau, Rusland en Vietnam.